# Testimoni silenziosi
Testimoni silenziosi (Silent Witness) è una serie televisiva britannica, prodotta dalla BBC, che si concentra sulle indagini di un gruppo di esperti di patologia forense. Va in onda su BBC One dal 21 febbraio 1996.
In Italia le prime sei stagioni sono state trasmesse da Hallmark Channel dal 5 settembre 2006 al 27 ottobre 2008. Il 1º gennaio 2014 Giallo ha iniziato a mandare in onda i nuovi episodi, a partire dall'ottava stagione.

## Episodi
| Stagione                 | Episodi | Prima TV UK | Prima TV Italia |
| ------------------------ | ------- | ----------- | --------------- |
| Prima stagione           | 8       | 1996        | 2006            |
| Seconda stagione         | 8       | 1997        | 2006            |
| Terza stagione           | 8       | 1998        | 2007            |
| Quarta stagione          | 6       | 1999        | 2007            |
| Quinta stagione          | 6       | 2001-2002   | 2007            |
| Sesta stagione           | 8       | 2002        | 2008            |
| Settima stagione         | 8       | 2003        | inedita         |
| Ottava stagione          | 8       | 2004        | 2014            |
| Nona stagione            | 8       | 2005        | 2014            |
| Decima stagione          | 10      | 2006        | 2014            |
| Undicesima stagione      | 10      | 2007        | 2014            |
| Dodicesima stagione      | 12      | 2008        | 2014            |
| Tredicesima stagione     | 10      | 2010        | 2014            |
| Quattordicesima stagione | 10      | 2011        | inedita         |
| Quindicesima stagione    | 12      | 2012        | inedita         |
| Sedicesima stagione      | 10      | 2013        | inedita         |
| Diciassettesima stagione | 10      | 2014        | inedita         |